# Gyerekrablás a Palánk utcában (regény)
A Gyerekrablás a Palánk utcában (eredeti cím: Hecseki és a gyermekrablók) humoros ifjúsági krimi, melyet Nógrádi Gábor írt 1983-ban. 
A regényből 1985-ben film készült Koltai Róbert főszereplésével.

## Történet
|  | Alább a cselekmény részletei következnek! |

Egy budapesti kisfiút, Kondor Lajcsikát elrabolták. Az édesanyja a váltságdíjkérő levelet rémülten mutatta meg az egyik albérlőjének. Róza néni hangja persze azonnal felverte a ház és az utca csendjét. A szomszédok is megdöbbenve fogadták a hírt, s hamarosan odacsődültek a szerény, külvárosi ház udvarára. A rendőrség is nyomozni kezdett a hatvanezer (korábbi kiadásokban 20 ezer) forintot követelő emberrablók után. Bár a nyomozókutya, Farmer nem járt sikerrel, Portoroki százados egyik beosztottját, Hecseki alhadnagyot kiáltotta ki bűnbaknak. Boldizsár sajátságos - álruhás - módszerével egyre közelebb járt a megoldáshoz, de egyre jobban magára haragította a felettesét.
Valójában Lajcsi saját maga találta ki az elrablását, s az utcabeli barátaival együtt valósította meg. Az édesapjához - aki kamionosként dolgozott - akart eljutni Párizsba. A fiú szülei nemrég váltak el, s ezt a fiú nem akarta elfogadni, ráadásul az édesanyja ismét házasodni akart. Az albérlőjük, Károgi Sándor, biztosítási ügynök lett volna az új apuka, akit a gyerekek nem szerettek, Állókígyónak csúfoltak.
A férfi és annak anyja hálózták be Kondornét, s beszélték rá az új nászra.
A történet másik szálán Kondor István és társa Franciaország felé közeledtek, amikor hírt kaptak arról, hogy Lajcsikát elrabolták. Ezután megváltoztatták útvonalukat, és hihetetlen kalandokon keresztül száguldottak hazafelé.
Róza néni, aki a levéltitkot megsértve folyamatosan ellopta Kondor István (egykori) feleségéhez írt szerelmes leveleit, rábeszéli a fiát, Károgi Sándort, hogy kezdjenek magánnyomozásba. ha Károgi egyedül kiszabadítja Lajcsit, így könnyebbé válik az útja Mártuska kezéhez (meg persze az asszony szép házhoz). Az ügynök új biztosítási formát ajánlott a szomszédoknak, tyúkólakba mászott, lakásokban kutakodott. Még Bodor Dorottyát is megkereste, hogy a váltságdíj összegét kölcsönkérje tőle. Bodorka félreértette a helyzetet, Károgi udvariasságát, udvarlásnak vélte, így ő is esküvőre készülődött: a magáéra.
Egy szakállas figura, egy használtruha-kereskedő, egy kéményseprő, egy fagylaltos géppisztollyal, egy szögedi tájszólású bandita, egy terhes kismama is bekapcsolódott a történetbe, melynek szálai egyre jobban összekuszálódtak. Hecseki egy rabomobilban összegyűjtötte a főszereplők egy részét, majd az üldözőitől követve száguldozott egy piac körül. Egészen addig, amíg egy piros helikopterből kilógó kötélhágcsón meg nem jelent az a férfi, akire az alhadnagy várt.
A házasságkötő teremben két esküvőt is megtartottak, Hecseki nem maradt alhadnagy, s a boldogság utat talált az egymást szerető emberekhez. A történet legvégén egyedül Orsika durcáskodott, de eközben a szeme kópésan csillogott.
|  | Itt a vége a cselekmény részletezésének! |

## Szereplők
| - Kondor Lajos (Lajcsi), 11 éves budapesti fiú - Kondor Istvánné (Molnár Márta), Mártuska - Orsika, Lajcsi 5 éves húga - Pirók Andris - Pirók Zsófi - Kocsonyás Gergő - Borbála (Bori) - Dávid Anti - Iván, Gergő unokatestvére - Károgi Sándor, biztosítási ügynök (gúnyneve: Állókígyó) - Róza néni, Károgi anyja - Hecseki Boldizsár, rendőr alhadnagy - Portoroki Béla, rendőr százados - postás - utcaseprők | - Kondor István, kamionsofőr - Tóth Gáspár, kamionsofőr - Bodor Dorottya (Bodorka) - Kocsonyás házaspár - Kocsonyás-ikrek (Kati és Emil) - Pirók nagymama - Dávid Dezső, cipészmester - Bötü Pál, írásszakértő - Szőke (szőke bajuszú rendőr) - Béjemi Sándor rendőr alezredes - Farmer, nyomozókutya - fagylaltos géppisztollyal - szegedi kamionrabló |